# Harold Fachard
Harold, Emmanuel, Jean, Agis Fachard, né le 26 avril 1846 à Vesoul et mort le 30 novembre 1934 dans la même ville, est un homme politique français

## Biographie
Né 56 rue du Centre à Vesoul, il devient conseiller municipal de Vesoul en 1892. Par ailleurs, il fut notamment députe de la Haute-Saône entre 1900 et 1902 et maire de Vesoul de 1902 à 1904.
Il est enterré dans l'ancien cimetière de Vesoul, dans le caveau familial.

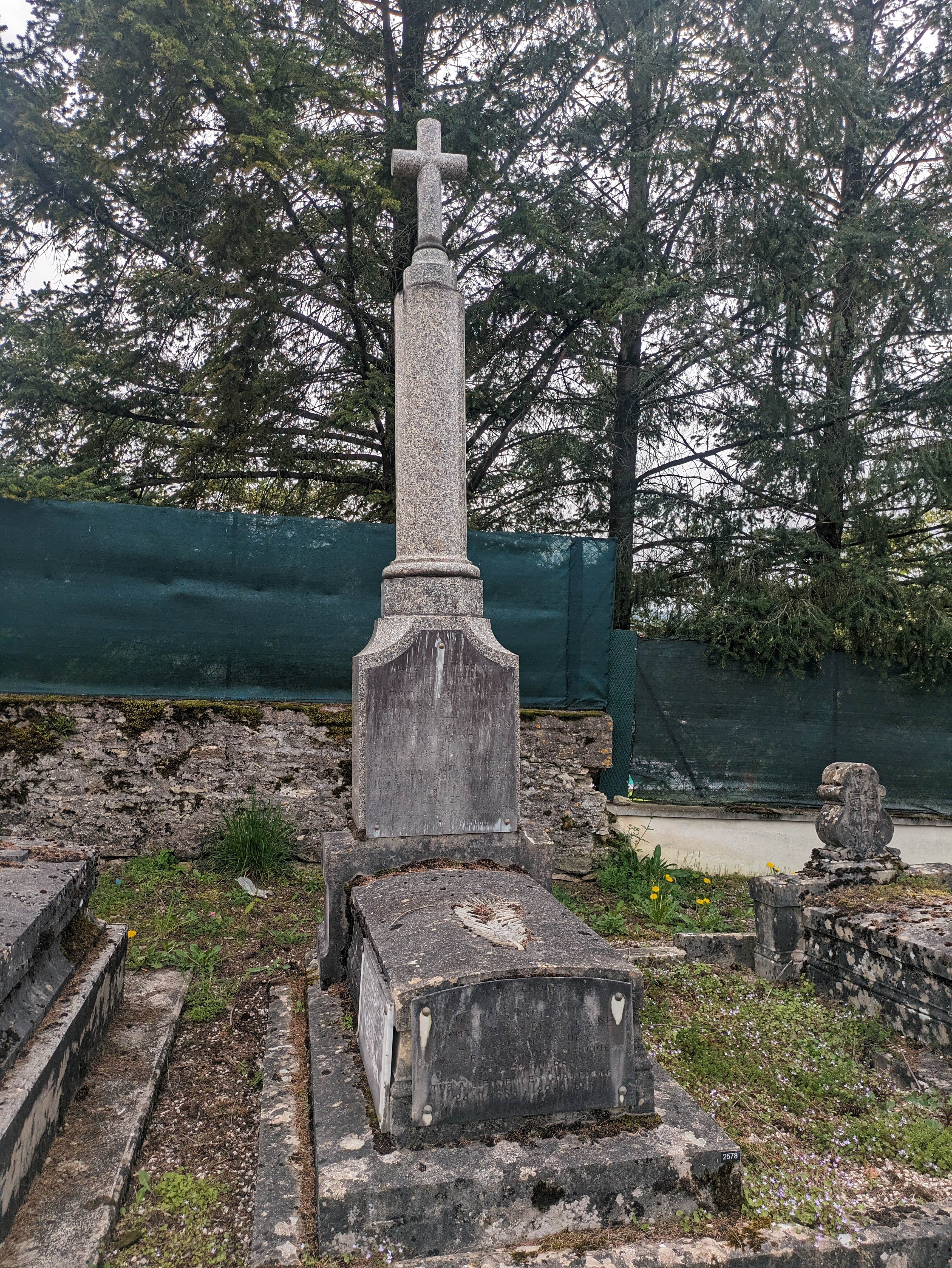
Caveau familial de la famille Fachard

## Sources
- « Harold Fachard », dans le Dictionnaire des parlementaires français (1889-1940), sous la direction de Jean Jolly, PUF, 1960 [détail de l’édition]